# Tessit
Tessit è un comune rurale del Mali facente parte del circondario di Ansongo, nella regione di Gao.
Il comune è composto da 19 nuclei abitati:
- Bellah Hadakatane
- Bellah Kel Gossi
- Bellah Foulane
- Djel-Godji
- Egadech I
- Egadech II
- Erbanbanane
- Fadda
- Gueré-Gueré
- Ibogolitane
- Icharamatane
- Ihayawane
- Imrad I
- Imrad II
- Oudalane Kaoualane I
- Oudalane Kaoualane II
- Oudalane Chagagane I
- Oudalane Chagagane II
- Tessit